# Mikhal Vitouchka
Mikhal Alanassavitch Vitouchka (en biélorusse : Міхал Апанасавіч Вітушка ; en russe : Михаил Афанасьевич Витушко, Mikhaïl Afanassievitch Vitouchko), né le 5 novembre 1907 à Niasvij (alors située en Biélorussie, appartenant à l'Empire russe) et décédé le 27 avril 2006, est un activiste politique, qui a lutté pour l'indépendance de la Biélorussie. Il a dirigé l'unité des « Chats noirs », organisation soutenue par l'Allemagne nazie.

## Biographie
Vitouchka termine l'école secondaire à Vilnius en 1930. Par la suite, il  fréquente l'université de Prague et l'École polytechnique de Varsovie. De 1939 à 1940, Vitouchka est le chef de la police de Niasvij. En août 1941, il commande une unité d'autodéfense biélorusse, fondée à l'ouest de la Biélorussie. Vitouchka est aussi chargé de l'organisation de la police biélorusse à Minsk. De 1942 à 1943 il coordonne les forces biélorusses dans les régions de Smolensk, Briansk et Mahiliow. Vitouchka est membre de la Biélarouskaïa Narodnaïa Samapomatch (BNS) et un major de la Défense du territoire biélorusse.
En 1944, la Luftwaffe déclenche l'opération Liebes Kätzchen (« cher chaton »), dans le cadre de laquelle une trentaine de Biélorusses (nommés Chats noirs), dirigée par Vitoucka, sont parachutés derrière les lignes de l'Armée rouge. Après la guerre, les guérilleros continuent la lutte avant d'être défaits par les Soviétiques en 1946. Vitouchka est lui-même traqué et capturé, pour être officiellement exécuté, ce qui l'élève au rang de légende du nationalisme biélorusse. Des années plus tard, son fils déclarera toutefois qu'il était en fait toujours en vie jusqu'en 2006.